# Số vòng quay
Số vòng quay, hay tần số vòng, ký hiệu n, là đại lượng vật lý chỉ số vòng quay tròn của một vật trong một khoảng thời gian, có đơn vị vòng/thời gian hay 1/thời gian; ví dụ 50 vòng/giây (s−1) hay 3000 vòng/phút (min−1).
Nghịch đảo của số vòng quay là chu kì T: {\displaystyle T={\frac {1}{n}}={\frac {1}{f}}}

#### Ví dụ
- Trái đất quay 1 vòng trong 1 ngày ntd = 1/1 ngày = 0,04166/giờ = 0,000694/phút
- Đĩa cứng máy tính: 3600, 4500, 5400, 7200, 10.000, 15.000 min−1
- Động cơ đồng bộ tại tần số 50 Hz: 3000 min−1

Trong kỹ thuật điện, số vòng quay thường được tính bằng đơn vị vòng/phút (rpm = revolutions per minute). Do đó công thức liên hệ giữa tốc độ quay của từ trường với tần số của dòng điện là
n = 60.f/p
trong đó, f là tần số (Hz), p là số cặp cực.